# Anne McLaren
Pour les articles homonymes, voir McLaren.
Anne Laura Dorinthea McLaren est une biologiste et généticienne britannique. Fille de baron, elle naît le 26 avril 1927 au Royaume-Uni et meurt dans un accident de voiture avec son ex-mari le 7 juillet 2007 à 80 ans. Elle vivait à Londres jusqu'au début de la Seconde Guerre mondiale. Elle part ensuite vivre avec sa famille au pays de Galles.
C'est une figure majeure de la biologie du développement. Ses travaux pionniers sur la fertilité des souris ont mené aux techniques de fécondation in vitro et au diagnostic prénatal. Elle a dédié sa vie à la recherche en s'intéressant aux animaux.

## Biographie

### Jeunesse
Quatrième d’une fratrie de cinq enfants, Anne McLaren passe une partie de son enfance dans le quartier de West End à proximité de Hyde Park, mais aussi à Bodnant (à proximité de Tal-y-Cafn, Conway au pays de Galles) où sa famille possède un domaine de plus de 80 acres dont le jardin dépend aujourd’hui du « National Trust ».
Elle est issue d’un milieu aisé, son père est Lord Aberconway, homme politique mais aussi industriel dont le grand-père Duncan McLaren devient Lord Provost d’Édimbourg en 1851. Le grand-père paternel d’Anne, Charles Benjamin Bright McLaren est avocat, député libéral et 1er baron d’Aberconway en 1911.
Sa mère, originaire de Londres, est la fille de Melville Macnaghten qui occupe une position importante à Scotland Yard. Femme cultivée, elle accueille de très nombreux artistes et écrivains comme les Sitwell et H. G. Wells.
Anne apprend à lire de très bonne heure, bien avant d’aller au jardin d’enfants et à l’école à Gloucester Place et à Queens Gate. Cependant, l’entrée en guerre en 1939 interrompt sa scolarité à Londres, la maison familiale est fermée et la famille se rend dans le domaine familial au pays de Galles qui accueille des familles et des enfants déplacés au début de la guerre.
Son éducation est confiée au prêtre de la paroisse, mais elle apprend peu et organise sa propre éducation : durant 5 ans, elle suit des cours par correspondance et ne peut quitter le domaine pour des raisons familiales.
Bien que passionnée par les mathématiques et la physique, elle a de réelles dispositions pour la littérature; elle reprend sa scolarité à Longstow Hall, une école privée de Cambridge, en 1944. Elle souhaite poursuivre des études universitaires en littérature, ce qu’aucune fille de la famille n’avait fait jusque-là. Sa mère la pousse à poursuivre ses études supérieures à Oxford où ses frères mais aussi son père ont étudié. Elle entre à l’université d’Oxford, accueillie par ses cousins à 17 ans. Elle reste 8 ans à Oxford poursuivant des études de biologie notamment. Cette période est l’une des plus enthousiasmantes pour la jeune fille.

### Passionnée par la biologie du développement
Pour poursuivre ses études, Anne obtient une bourse. Elle est parmi les meilleurs élèves en zoologie, mathématiques et physique, et la seule femme dans ces domaines en dernière année. Ayant obtenu son diplôme, elle désire poursuivre en tant que chercheur et obtient une bourse d’étude pour poursuivre son doctorat. Dans un laboratoire de l’université de Londres (UCL), elle peut poursuivre un projet de « mini-recherches » sur « l’infestation des larves de drosophiles ».
Plus tard, elle étudie la zoologie à Oxford puis se spécialise sur les gènes de lapins et de virus à l'University College London. C'est le commencement de son ambition pour le développement des cellules. En 1949, elle commence ses recherches de 3e cycle avec Peter Medawar sur les « virus neurotropes chez la souris ».
Durant les années 1950, grâce à une subvention de la Royal Society, Anne, Peter et Donald poursuivent leurs études et expérimentations sur les souris et c’est dans ce contexte que sont réalisés les premiers travaux qui sont à l’origine de la recherche sur la FIV et sur la mise au point, bien des années plus tard, des diagnostics prénataux. En 1952, elle obtient son doctorat et se marie avec Donald Michie, chercheur également, avec qui elle aura trois enfants : Jonathan (écologiste) , Susan Michie (professeur en psychologie) et Caroline Ruth. Jusqu'en 1959, Anne et Donald travaillent ensemble sur des souris.
Anne se concentre ensuite davantage sur les travaux de fertilité notamment, sur les superovulations, supergrossesses et les cellules souches des animaux de laboratoire.
Ses travaux deviennent la base de FIV (fécondation in vitro) et du diagnostic prénatal, permettant de détecter des malformations avant la naissance. Une souris naît in vitro pour la première fois en 1958.
Anne McLaren est membre de l'autorité pour la fécondation humain et l'embryologie ; celle-ci établit les règles relatives à la fécondation in vitro et aux recherches sur l'embryon humain au Royaume-Uni.
Elle est vice-présidente de la Royal Society de 1991 à 1996. Pendant 18 ans, à partir de 1992, elle est, à Londres, directrice de la Mammalian Development Unit du Conseil de la recherche médicale.

Anne McLaren souligne que les recherches sur les cellules embryonnaires posent le problème du statut de l'embryon humain mais qu'il appartient à chaque État membre d'interdire ou d'autoriser les recherches sur l'embryon du moment que sont respectés les valeurs communes de respect de la dignité humaine et d'autonomie individuelle.
« les cellules souches d'origine adulte ne soulèvent que peu de problèmes d'ordre éthique (...). Le problème des cellules souches provenant d'embryons précoces est que leur isolement implique la destruction de l'embryon, ce qui est éthiquement inacceptable pour certains pays. D'autres pays permettent cette destruction à des fins de recherche, à condition qu'elle soit strictement encadrée et que les embryons soient produits dans le cadre d'opérations de procréation médicalement assistée », explique Anne McLaren.

### Une mère célibataire qui mène sa carrière de front
Anne divorce de Donald en 1959 puis part s'installer à Édimbourg pour travailler à l'Institut of Animal Genetics jusqu'en 1974. Elle continue ses recherches sur la fertilité, le développement, l'épigénétique (étude de la transmission des gènes) et le transfert embryonique tout en élevant ses enfants.
Elle dirige l'unité du Mammalian Development à Londres de 1974 à 1992 puis entre au Gurdon Institute en 1992, à 65 ans.

C'est une scientifique, une femme et une mère accomplie qui n'a jamais négligé l'éducation de ses trois enfants, on se souvient d'elle comme d'une mère et d'une grand-mère dévouée comme l'indique sa fille Susanne lors d'une interview :
« La famille passait en premier. Je ne l'ai jamais entendu dire qu'elle était trop occupée pour faire quelque chose pour nous ou pour ses petits-enfants. »
 D'ailleurs, les enfants étaient souvent présents au laboratoire de recherches lorsque leur mère y travaillait.
Anne McLaren écrit en 2006 comme éditeur scientifique, un livre appelé « Biology and pathology of trophoblast » en collaboration avec Y. W. Loke et Ashley Moffett, mais aussi "Le Clonage" qu'elle coordonne avec dix autres scientifique en 2002, dont elle écrit l'introduction et la conclusion. Elle a également été éditrice du premier volume de Advances In Reproductive Physiology ainsi que Germ Cells and Soma.

### Une femme reconnue et décorée
Anne McLaren devient la première femme à entrer à la Royal Society, institution décorant les personnes ayant eu un impact dans le monde scientifique, en 1975. En 1967, elle reçoit la « Zoological  Society’s Scientific Medal ».
En 1990, elle reçoit la « royal Medal of the Royal Society » et en 1993, elle est nommée Dame commandeur de l'ordre de l'Empire britannique et reçoit le prix L'Oréal-Unesco pour les femmes et la science en 2001. Puis, en 2002, elle reçoit le Prix japonais et c'est en 2007 qu'elle reçoit la  March of Dimes Prize in Developmental Biology.
Son travail de recherche aura permis à des milliers de personnes de fonder une famille et de contourner les problèmes d'infertilité, même si elle n'a eu aucune reconnaissance dans la mise au point de la FIV.